# Shirakawa-gō
Cette page contient des caractères spéciaux ou non latins. S’ils s’affichent mal (▯, ?, etc.), consultez la page d’aide Unicode.
Pour les articles homonymes, voir Shirakawa.
Shirakawa-gō (白川郷, le village de la rivière blanche) est un ensemble de villages situé dans le centre du Japon, le long de la vallée de Shokawa, entre le nord de la préfecture de Gifu et le sud de la préfecture de Toyama, sur les municipalités de Shirakawa et Takayama.

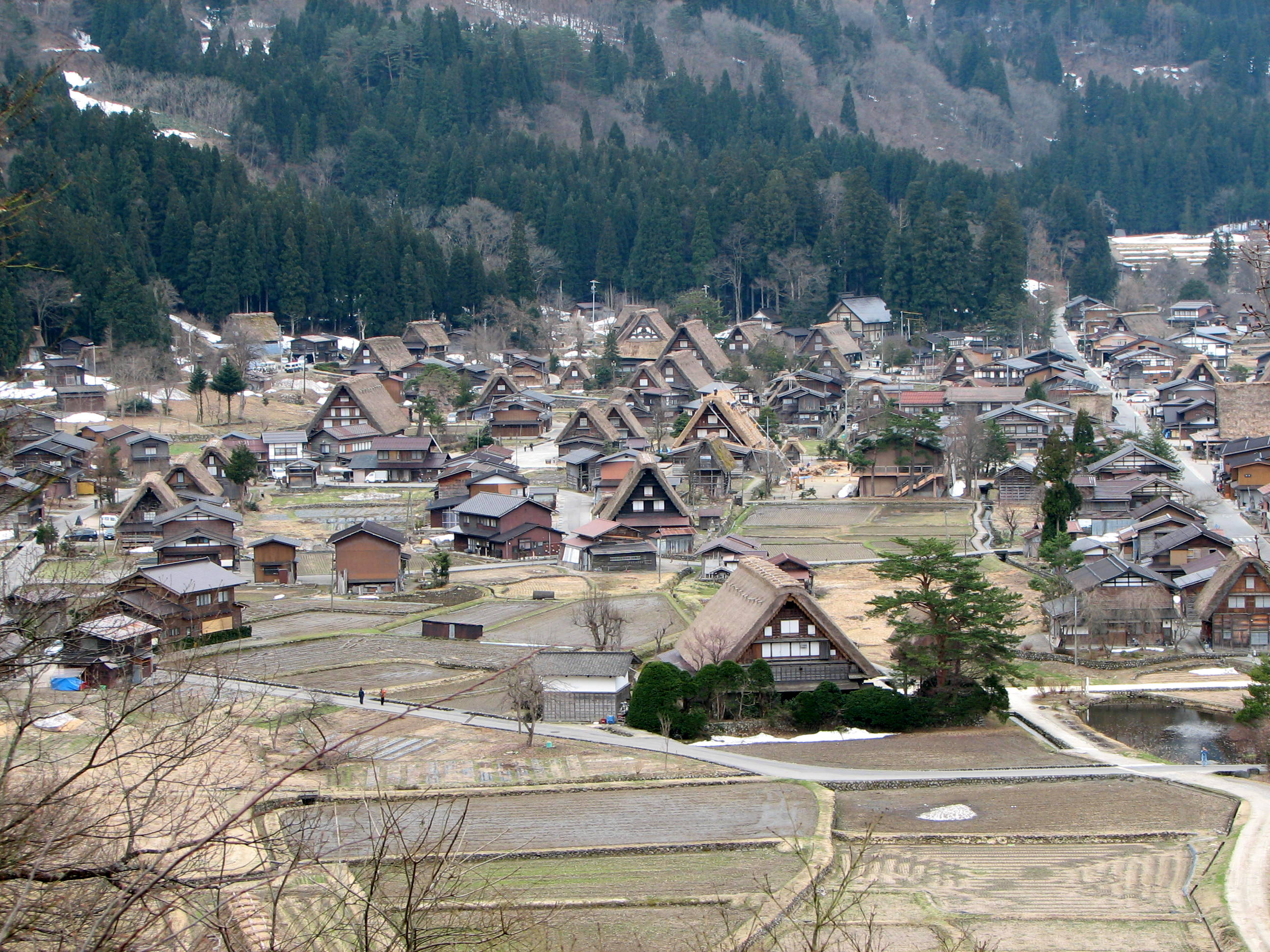
Village de Ogimachi, Shirakawa-gō.

Le bourg principal compte environ 1 700 habitants.

## Description

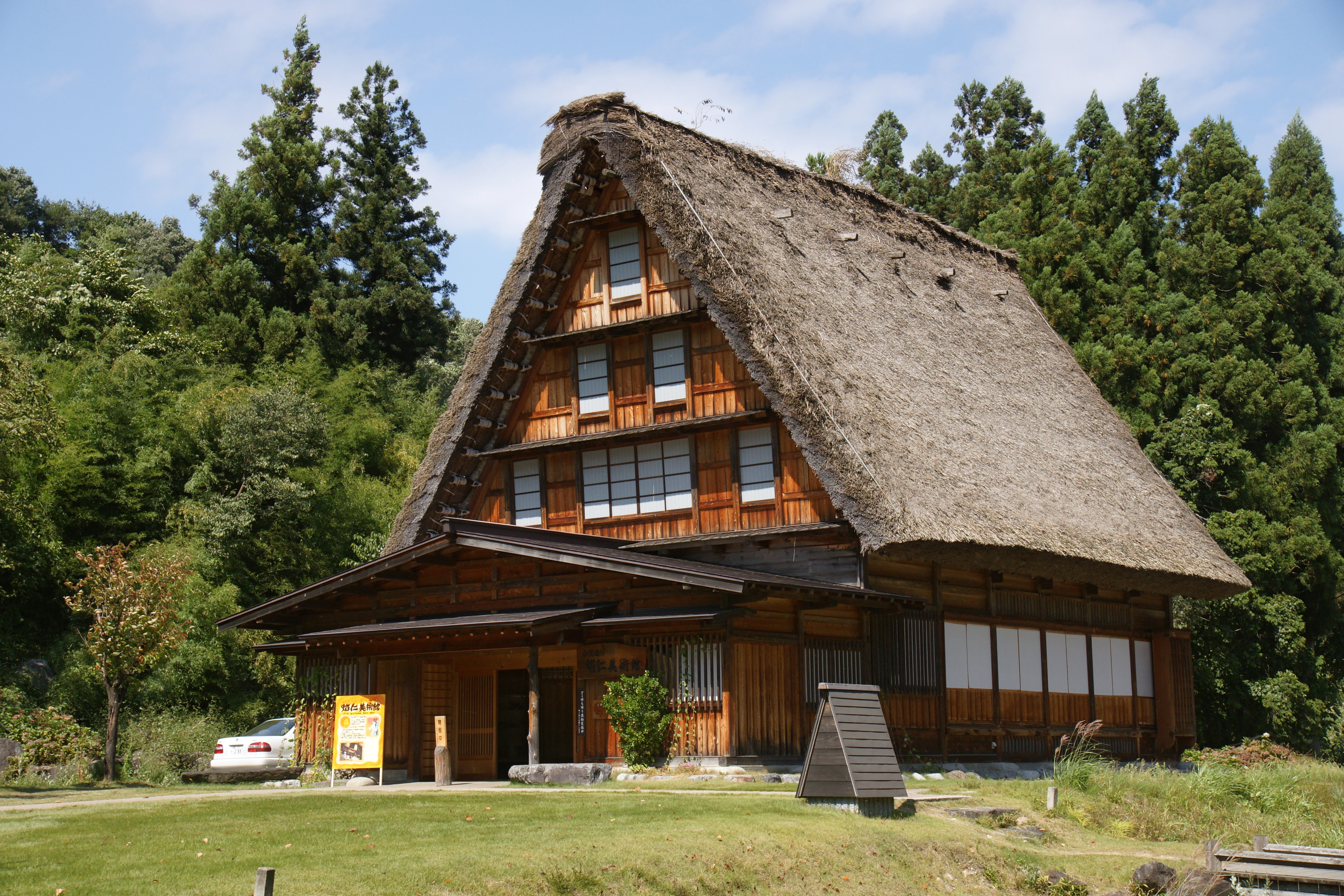
Maison gassho-zukuri.

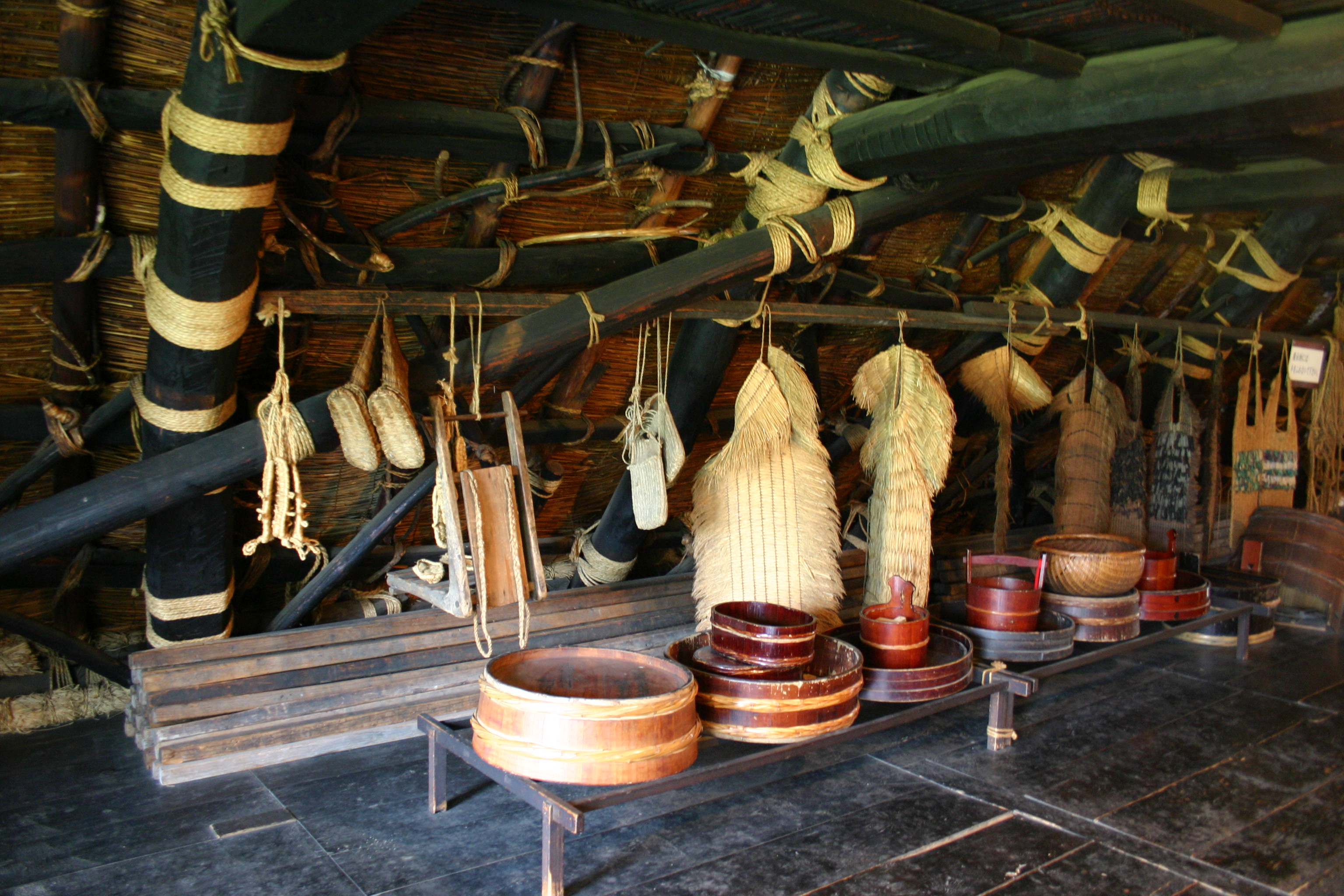
Intérieur d'une maison.

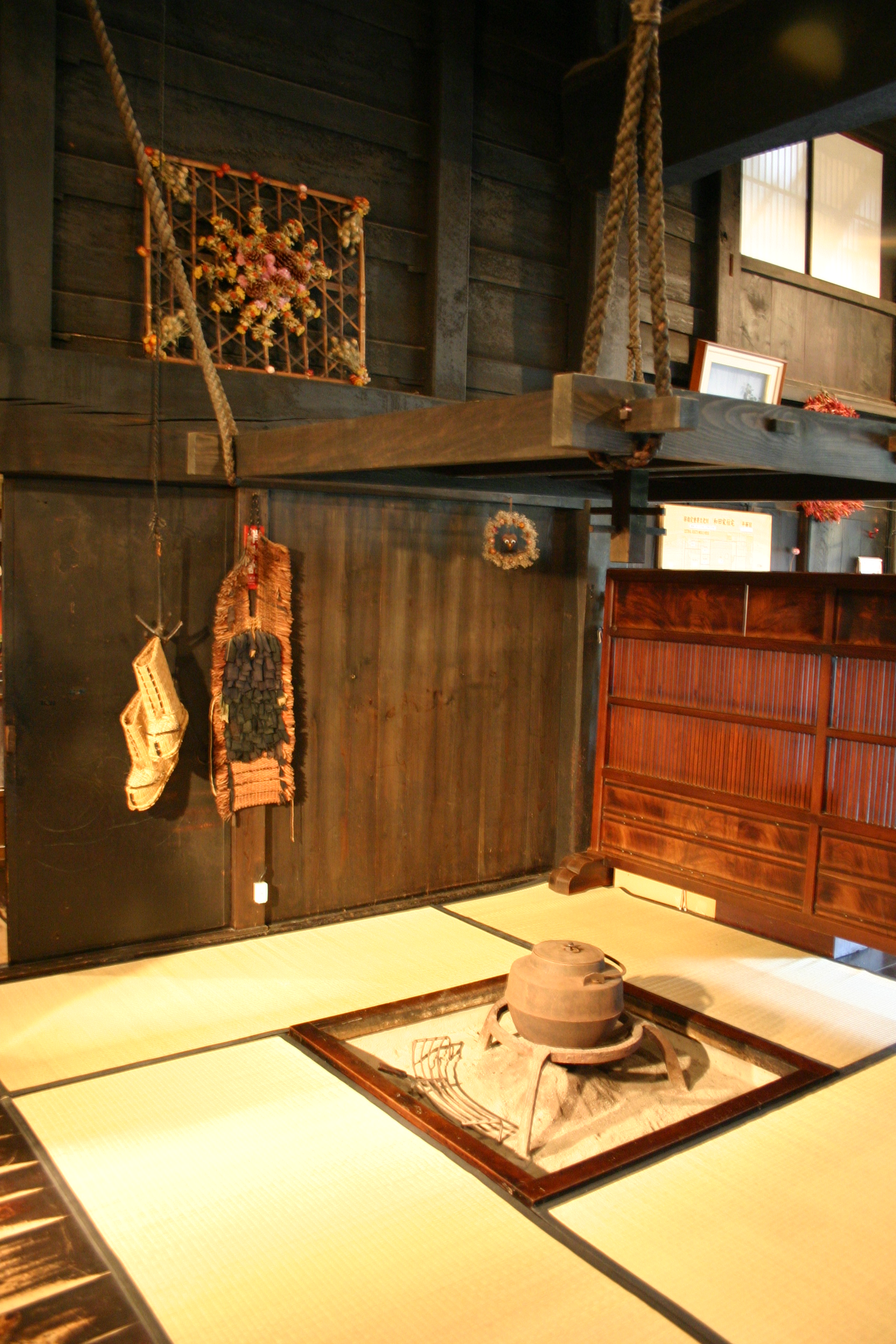
Foyer au rez-de-chaussée.

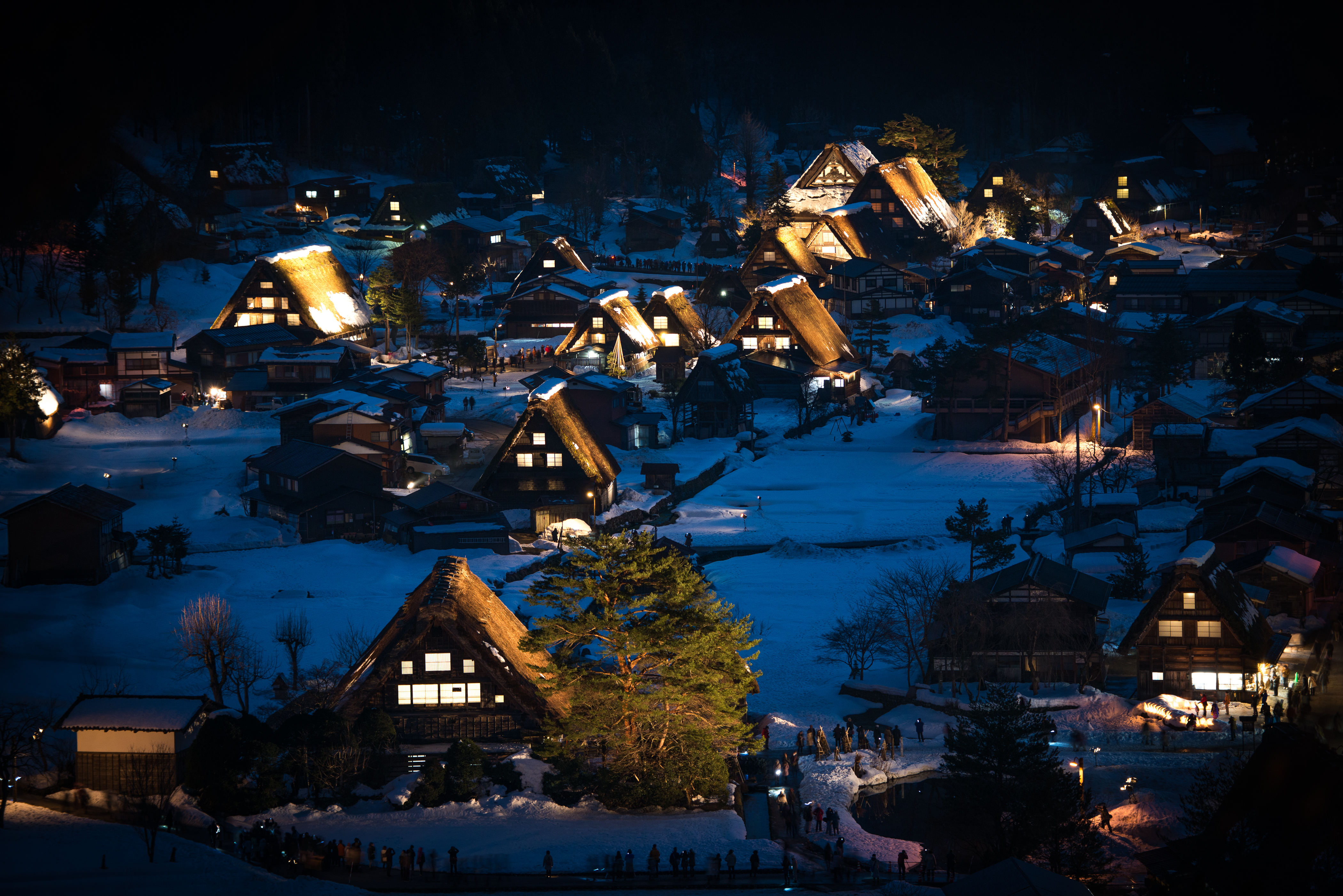
Vue nocturne de Shirakawa-gō.

Inscrit au patrimoine mondial de l'humanité depuis 1995 (voir Villages historiques de Shirakawa-gō et Gokayama), Shirakawa-gō ainsi que le village de Gokayama sont surtout connus pour leurs maisons typiques minka de style architectural appelé gasshō-zukuri (合掌造り, construction aux paumes des mains jointes) dans lesquelles étaient élevés les vers à soie. Ce style architectural désigne les maisons au toit très pentu afin de supporter les chutes de neige particulièrement abondantes de cette région montagneuse.
À l'intérieur des maisons, les vers à soie étaient élevés dans les combles au dernier étage. Tandis que les familles vivaient sur les autres niveaux de la maison, elle était chauffée par des foyers placés au rez-de-chaussée. La chaleur permettait également de conserver le chaume au sec. Cette toiture spécifique demande un peu d'acrobatie pour changer la paille, opération qui doit être réalisée en moyenne tous les vingt ans. Des poutres sortant du faîte permettaient aux artisans de s'accrocher pendant qu'ils travaillaient sur le toit.
Shirakawa-gō est constitué de trois principaux hameaux : Ogimachi, Suganuma et Ainokura. Ogimachi, avec cinquante-neuf gassho-zukuri, est le plus grand village des trois. Suganuma possède neuf gassho et Ainokura ouvre deux gassho aux visiteurs.

## Tourisme
Le village est de nos jours un lieu touristique visité par environ 1,5 million de personnes par an. À Ogimachi, on peut visiter les maisons Wada et Nagase. La route est le seul moyen d'accès au village de Shirakawa.

## Culture populaire
Shirakawa-gō a inspiré le village de Hinamizawa dans le visual novel Higurashi no naku koro ni, connu aussi sous le titre Le Sanglot des cigales. Les décors du jeu sont des photos qui, pour la plupart, ont été prises dans ce village. La majorité des bâtiments décrits dans le visual novel existent réellement, comme le temple de la déesse.